# Kyle's Mom's A Bitch
Kyle’s Mom’s A Bitch (укр. Мати Кайла — сука) — пісня, написана Треєм Паркером і прозвучала спочатку в епізоді «Містер Хенкі, різдвяна какашка» анімаційного серіалу «Південний парк», а потім у повнометражному анімаційному фільмі «Південний парк: великий, довший і необрізаний». В обох випадках пісню виконує Ерік Картман (озвучений Треєм Паркером).

## Сюжет
Пісня присвячена матері Кайла Брофловського — Шейлі Брофловські. В обох випадках пісня є формою вираження роздратування через негативні наслідки, які приносить Південному Парку громадська діяльність Шейли. В «Містер Хенкі» вона зажадала, щоб зі шкільноїріздвяної вистави були прибрані елементи, що суперечать юдаїзму, бо Шейла сповідує юдаїзм і виховує своїх дітей у цій релігії). Підхопивши ідею Брофловскі, різні меншини також стали домагатися скасування різних елементів свята. В результаті вистава перетворилася на набір безглуздих рухів під безглузду музику. У «Великому, довгому і необрізаному» Шейла стала винуватцем американо-канадської війни з мільйонами людських жертв.
Практично, пісня являє собою безперервний потік різноманітних лайок на адресу Шейли.
У другій половині пісні з повнометражного фільму чергуються фрагменти, нібито заспівані дітьми з усього світу (за фактом — переодягненим Картманом з підтанцьовуваннями у відповідному антуражі). До них увійшли:
- Китайські діти на фоні Великої Китайської стіни;
- Французькі діти перед Ейфелевою вежею;
- Нідерландські діти на тлі млинів - в характерних голландських чипцях і, раптово, з елементами йодля;
- Діти однієї з африканських країн - на тлі акацій і слонів, з барабанами й вуду-масками, Картман з чорним обличчям;
- Всі перераховані вище разом.

Співавтор саундтреку до фільму Марк Шейман (англ. Marc Shaiman) у своєму інтерв'ю розповів про цю «кругосвітку»:
|  | Цю пісню вони записали для телеверсії, але потім я сказав: А що, якщо ми зробимо секцію у вигляді щоденника про навколосвітню подорож? Весь цей фрагмент у стилі It's a Small World It's a Small World — Діснеївський атракціон, що показує національні костюми різних країн, записаний мною в мене вдома. Ви не розберете, що я говорю, але я пам'ятаю, що тоді тільки починалася ера цифрового редагування та інтернету, і я пам'ятаю, як зателефонував асистенту Трея та Метта з проханням знайти мені переклади «Мамки Кайла» стільки мов, скільки можливо уявити. Все, що я тут співаю — це реальні переклади, у тому числі африканський, і я сповільнював музику, щоб записати свій спів, весь час вважаючи, що потім у результаті ми перезапишемо все це зі справжніми вокалістами. А потім якось Трей побачив у розкладі, що я збираюся перезаписати пісню з нормальним вокалом, і він такий каже: «Не чіпай! Я не дозволяю тобі міняти її! Ось так я безпосередньо вплутався в цю пісню, але я хочу наголосити — це все через Трея. Оригінальний текст (англ.) “That’s a song they had written for the TV show, but then I said, ‘What if we do an around the world travelogue section?’ That whole It’s a Small World section was just me in my house, singing all those parts. You can’t understand what the f— I’m saying, but I remember that was just the beginning of digital editing and the Internet, and I remember calling Trey and Matt’s assistant and saying, ‘Can you get me translations of ‘Kyle’s mom is a bitch’ in as many languages as you can imagine?’ Everything I’m singing there is an actual translation, including the African one, and I would slow down the tape and record myself, always thinking that we’ll record this with real singers eventually. And then one day, Trey saw on the schedule that I was going to be re-doing it with real singers and he was like, ‘Don’t touch it! I won’t let you change it.’ These are songs that I was actively involved with but I have to stress—it’s all Trey.” |

## Публікація
Пісня увійшла у саундтрек до фільму «Південний парк: більше, довше і без купюр» як в оригінальному вигляді, так і у вигляді рімейку Джо Сі за участю Кіда Рока під назвою «Kyle's Mom's a Big Fat Bitch»
Музика також грає в грі South Park: The Fractured But Whole під час битви з Шейлою Брофловскі.